# Terfezia arenaria
Il tartufo della sabbia (Terfezia arenaria (Moris) Trappe, 1971) è un fungo della famiglia Pezizaceae.

## Descrizione

### Corpo fruttifero
Subgloboso o emisferico o piriforme, di diametro di 3-10 cm, ricoperto alla base da un reticolo miceliare che termina con una grossa rizomorfa. La superficie del peridio inizialmente è bianca, liscia e con macchioline nere, poi rosata e si fa scura con l'età, diventando infine nero-brunastro e screpolata. Il peridio ha uno spessore di 2-3 mm, di color rosaceo in sezione, formato da ife larghe 20-50 µm.

### Gleba
La gleba è attraversata da striature che separano la parte fertile, diventando più evidenti col passare del tempo. È anche carnosa, all'inizio bianca e poi rosata. L'odore non è significativo, ma il sapore è gradevole.

### Caratteri microscopici
Spore
Globose, ocra, all'inizio lisce poi verrucose, arrotondate, con dimensioni di 18-20 X 24-28 µm.
Aschi
Gli aschi sono ellittici, dotati di 6-8 spore, di dimensioni di 80-120 x 70-100 µm.

## Distribuzione e habitat
Il tartufo giallo cresce nei terreni alluvionali, sabbiosi e acidi o nei boschi di pini e cedri delle zone mediterranee, e fruttifica da marzo a maggio in associazione micorrizica con cisti e con eliantemi.

## Commestibilità
Commestibile.

## Tassonomia

### Sinonimi e binomi obsoleti
- Tuber arenaria Moris, Fl. Sard. Comp. 3: 222 (1829) (basionimo)
- Choiromyces leonis Tul. & C. Tul., Annls Sci. Nat., Bot., sér. 3 3: 350 (1845)
- Rhizopogon leonis (Tul. & C. Tul.) Payer, Bot. Crypt.: 100 (1850)
- Terfezia leonis (Tul. & C. Tul.) Tul. & C. Tul., Fungi hypog.: 173 (1851)
- Terfezia leonis (Tul. & C. Tul.) Tul. & C. Tul., Fungi hypog.: 173 (1851) var. leonis
- Terfezia leonis var. heterospora Chatin, C. r. hebd. Séanc. Acad. Sci., Paris 123: 211 (1896)
- Terfezia goffartii Chatin, C. r. hebd. Séanc. Acad. Sci., Paris: 3 (1896)
- Terfezia leonis var. goffartii (Chatin) Maire, Bull. Soc. Sci. Nat phys. Maroc 45: 17 (1938)
- Terfezia leonis var. minor Chatin, Bull. Soc. bot. Fr. 43: 613 (1896)